# Brington
Brington är en civil parish i Storbritannien.   Den ligger i grevskapet Northamptonshire i riksdelen England, i den södra delen av landet, 100 km nordväst om huvudstaden London. Antalet invånare är 482.